# L'albero delle noci (singolo)
L'albero delle noci è un singolo del cantautore italiano Brunori Sas, pubblicato il 12 febbraio 2025 come quarto estratto dal sesto album in studio omonimo.
Il brano è stato presentato in gara durante la 75ª edizione del Festival di Sanremo, dove si è classificato al terzo posto al termine della manifestazione. Nella stessa occasione, ha vinto il Premio Sergio Bardotti per il miglior testo.

## Descrizione
Il brano è dedicato dal cantautore a sua figlia Fiammetta, nata nel 2021, e descrive come la sua nascita gli abbia cambiato la vita. Al riguardo ha dichiarato in un'intervista su RaiPlay:
Le sonorità del brano sono state paragonate a quelle di Francesco De Gregori.

## Video musicale
Il video musicale è diretto da Giacomo Triglia, prodotto da Borotalco TV con il contributo di Calabria Film Commission ed è parzialmente ispirato al film di Béla Tarr, Le armonie di Werckmeister.
Ambientato in una sala addobbata per una festa di compleanno, si apre con Brunori che tiene per mano sua figlia che cammina su dei tavoli. Poi, dopo che la bambina indossa una maschera a forma di sole, i due iniziano a ballare un valzer assieme al resto della famiglia dell'artista, in mezzo a una serie di riproduzioni del sistema solare.

## Tracce
Testi e musiche di Dario Brunori e Riccardo Sinigallia.
1. L'albero delle noci – 3:56

## Classifiche
| Classifica (2025) | Posizione massima |
| ----------------- | ----------------- |
| Italia            | 11                |